# Лебедев, Александр Алексеевич (священник)
Алекса́ндр Алексе́евич Ле́бедев  (4 [16] августа 1833, Московская губерния — 23 марта [4 апреля] 1898, Санкт-Петербург) — протоиерей Русской православной церкви, настоятель Казанского собора в Санкт-Петербурге, богослов, духовный писатель.

## Биография
Родился 4 (16) августа 1833 года в семье священника Алексей Иванович Лебедев (1800—1878); мать — Пелагея Александровна, урожд. Попова. Имел братьев — Петра, Михаила и Фёдора.
В 1848 году поступил в Вифанскую духовную семинарию, которую окончил в 1854 году. В 1858 году окончил Московскую духовную академию со степенью кандидата богословия.
В 1858 году он был рукоположён в сан диакона к петербургской церкви Св. великомученицы Екатерины в Екатерингофе, а затем в сан священника.
Назначен законоучителем Кронштадтского штурманского училища, где кроме Закона Божьего преподавал и русский язык.
Участвовал в богословской полемике 1860-х годов, приняв сторону архимандрита Феодора (Бухарева) против редактора «Домашней беседы» В. И. Аскоченского.
В 1870 году переведён в Санкт-Петербург на должность законоучителя Первой классической гимназии.
20 апреля 1874 года Славянский комитет ходатайствовал перед митрополитом Санкт-Петербургским Исидором (Никольским) о назначении священника Александра Лебедева первым настоятелем храма святителя Николая на Староместской площади в Праге. 20 мая митрополит Исидор уведомил Комитет о своём согласии, а 26 мая 1874 года возвёл священнослужителя в сан протоиерея.
В 1877 году летом протоиерей Александр переехал в Карлсбад, где священнодействовал в местной церкви. Пользовался большим влиянием в чешском обществе.
В 1882 году Лебедев вернулся в Санкт-Петербург и занял место приходского священника при церкви Вознесения Господня на Вознесенском проспекте. С декабря 1883 года до своей смерти был настоятелем Казанского собора.
Состоял членом учебного комитета при Святейшем Синоде, старшим попечителем епархиального попечительства, председателем совета благотворительного приходского общества, членом совета славянского благотворительного, палестинского и других обществ.
С 1895 года до смерти — член Совета Православного Палестинского Общества.
В 1897 году избран почётным членом Московской духовной академии.
Умер 23 марта (4 апреля) 1898 года в Санкт-Петербурге. Похоронен на Никольском кладбище Александро-Невской лавры.
Был награждён орденами: Св. Анны 2-й степени, Св. Владимира 3-й степени, Св. Саввы 2 степени (сербский), Даниила I 2-й степени (черногорский)

## Труды
- Приёмы, знания и беспристрастие в критическом деле редактора «Домашней Беседы» В. И. Аскоченского. — СПб., 1862.
- Изложение православной Христовой веры в беседах. — СПб., 1866
- Простонародные рассказы / [Соч.] Свящ. Александра Лебедева. Вып. 1. — 1871.
- О главенстве папы, или разности православных и папистов в учении о церкви. — СПб., 1887.
  - Разности православных и папистов в учении о Церкви. О главенстве папы Издательство: Санкт-Петербург, тип. В. Д. Смирнова. 1903 год.
- О признаках истинной церкви по поводу кн. Вл. Соловьева: «La Russie et l'église universelle» : [Чтение настоятеля С.-Петерб. Казанск. собора прот. А. А. Лебедева в собр. С.-Петерб. братства во имя пресвятые богородицы 6 мая 1890 г.] — СПб.: Санкт-Петербургское епархиальное братство во имя пресвятые Богородицы, 1890.
- Разности православных и папистов в учении о Церкви. — 1895.
- «Святитель Тихон Задонский» (3-е изд., ib., 1896).
- «О признаках истинной церкви» (ib., 1890; 1900).
- Собрание сочинений в 3-х тт. — СПб.: тип. В. Д. Смирнова, 1903:
  - Т. I: Разности церквей восточной и западной в учении о Пресвятой Деве Марии Богородице
  - Т. II: О непорочном зачатии
  - Т. III: О латинском культе Сердца Иисусова
- История христианской церкви. 4-е изд. — Петроград, 1915.

## Семья
Жена — Екатерина Петровна Свиязева.
Дочь — Екатерина Алексеевна Лебедева (1861—1919), историк и богослов. Помимо Екатерины, в семье Александра Алексеевича было ещё двое детей.